# لول هام
لول هام هي قرية في مقاطعة أرومية، إيران. يقدر عدد سكانها بـ 168 نسمة بحسب إحصاء 2016.